# Амударья (футбольный клуб, Чарджоу)
«Амударья» — советский футбольный клуб из Чарджоу. Основан не позднее 1974 года.

## Названия
- 1974 — «Водник»;
- с 1974 — «Амударья».

## Достижения
- Во Второй лиге СССР — 16-е место (в зональном турнире второй лиги 1974 год).